# Richard B. Lee
Richard Borshay Lee (* 20. September 1937) ist ein kanadischer Anthropologe. Er ist Mitglied der Royal Society of Canada (1983), Mitglied der American Academy of Arts and Sciences (2005) und ausländisches Mitglied der US National Academy of Sciences (2011).

## Leben
Richard B. Lee wurde an der University of Toronto und der University of California in Berkeley ausgebildet, wo er seinen Ph.D. erhielt. Heute ist er emeritierter Professor für Anthropologie an der University of Toronto. Seine Werke sind den Ureinwohnern Afrikas, insbesondere Botswanas und Namibias (den Buschmännern und ihren Nachbarn), gewidmet. Es konzentriert sich auf die Merkmale von Gemeinschaften und darauf, wie ihre Ökologie, Ökonomie und Politik verkörpert werden. Richard Borshay Lee ist eine große Autorität auf dem Gebiet der Jäger und Sammler.
Für sein wohl bekanntestes Buch The !Kung San: Men, Women, and Work in a Foraging Society gewann Lee 1980 den Anisfield-Wolf Book Award. Seine Arbeit The Dobe Ju'/hoansi ist ebenfalls weithin bekannt.
Lee organisierte 1966 zusammen mit Irven DeVore (1934–2014) das Symposium der University of Chicago zum Thema „Man the Hunter“ (Der Mensch als Jäger), dem auch ein gleichnamiger Tagungsband entstammt.
Im Jahr 2003 widmete Anthropologica, die Zeitschrift der Canadian Anthropological Society, Lees Werk eine Ausgabe. Lee hat die Cambridge Encyclopedia of Hunter-Gatherers herausgegeben.

## Publikationen (Auswahl)
- Richard B. Lee, Irven DeVore (Hrsg.): Man the Hunter. The First Intensive Survey of a Single, Crucial Stage of Human Development – Man’s Once Universal Hunting Way of Life. Aldine, Chicago 1968 (englisch; Tagungsband). – Review (in Teilansicht)
- Lee, Richard B.; DeVore, Irven (Hrsg.): Kalahari Hunter-Gatherers: Studies of the !Kung San and Their Neighbors. Harvard University Press, 1976
- Subsistence Ecology of !Kung Bushmen (1965), PhD Dissertation, University of California, Berkeley.
- The !Kung San: Men, Women and Work in a Foraging Society (1979), Cambridge and New York: Cambridge University Press.
- The Dobe Ju/'hoansi (2003), 3rd ed., Thomson Learning/Wadsworth.

## Preise
- 1980: Anisfield-Wolf Book Award (für The !Kung San: Men, Women, and Work in a Foraging Society)
- 1980: Herskovits Award of the African Studies Association (für The !Kung San: Men, Women, and Work in a Foraging Society)